# Comuna Râmeț, Alba
Râmeț (în maghiară Remete în germană Einsiedl) este o comună în județul Alba, Transilvania, România, formată din satele Boțani, Brădești, Cheia, Cotorăști, Florești, Olteni, Râmeț (reședința), Valea Făgetului, Valea Inzelului, Valea Mănăstirii, Valea Poienii, Valea Uzei și Vlădești.

## Demografie
Componența etnică a comunei Râmeț
     Români (88,73%)
     Alte etnii (0,7%)
     Necunoscută (10,56%)
Componența confesională a comunei Râmeț
     Ortodocși (88,26%)
     Alte religii (0,94%)
     Necunoscută (10,8%)
Conform recensământului efectuat în 2021, populația comunei Râmeț se ridică la 426 de locuitori, în scădere față de recensământul anterior din 2011, când fuseseră înregistrați 574 de locuitori. Majoritatea locuitorilor sunt români (88,73%), iar pentru 10,56% nu se cunoaște apartenența etnică. Din punct de vedere confesional, majoritatea locuitorilor sunt ortodocși (88,26%), iar pentru 10,8% nu se cunoaște apartenența confesională.

## Politică și administrație
Comuna Râmeț este administrată de un primar și un consiliu local compus din 9 consilieri. Primarul, Vasile Raica[*], de la Partidul Social Democrat, este în funcție din 2012. Începând cu alegerile locale din 2024, consiliul local are următoarea componență pe partide politice:
|  | Partid                    | Consilieri | Componența Consiliului | Componența Consiliului | Componența Consiliului | Componența Consiliului | Componența Consiliului | Componența Consiliului |
|  | ------------------------- | ---------- | ---------------------- | ---------------------- | ---------------------- | ---------------------- | ---------------------- | ---------------------- |
|  | Partidul Social Democrat  | 6          |                        |                        |                        |                        |                        |                        |
|  | Partidul Național Liberal | 3          |                        |                        |                        |                        |                        |                        |

## Atracții turistice
- Mănăstirea Râmeț, cu hramul "Sfinților Apostoli Petru și Pavel", biserica veche a mănăstirii datând din secolul al XIV-lea
- Rezervația naturală "Cheile Râmeților" (40 ha)
- Rezervația naturală "Cheile Pravului" (3 ha), din satul Cheia
- Rezervația naturală "Cheile Piatra Bălții" (2 ha), satul Cheia
- Rezervația naturală "Cheile Mănăstirii" (15 ha), satul Valea Mănăstirii
- Rezervația naturală "Vânătările Ponorului", aflată la confluența văilor: Ponorului, Seacă și Poienii, la marginea sud-vestică a culmii Bedeleu din Munții Trascăului

## Imagini

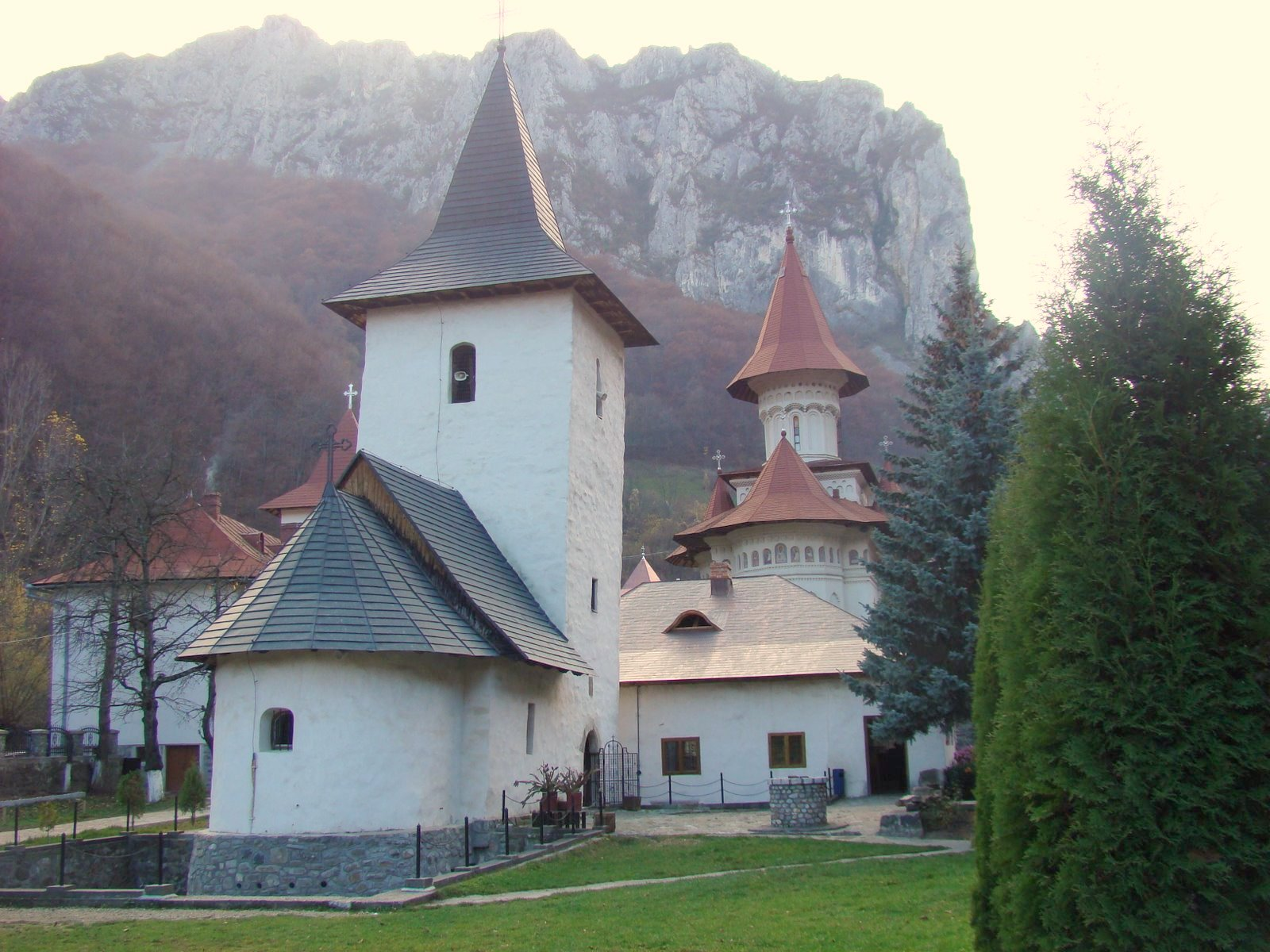
Mănăstirea Râmeț
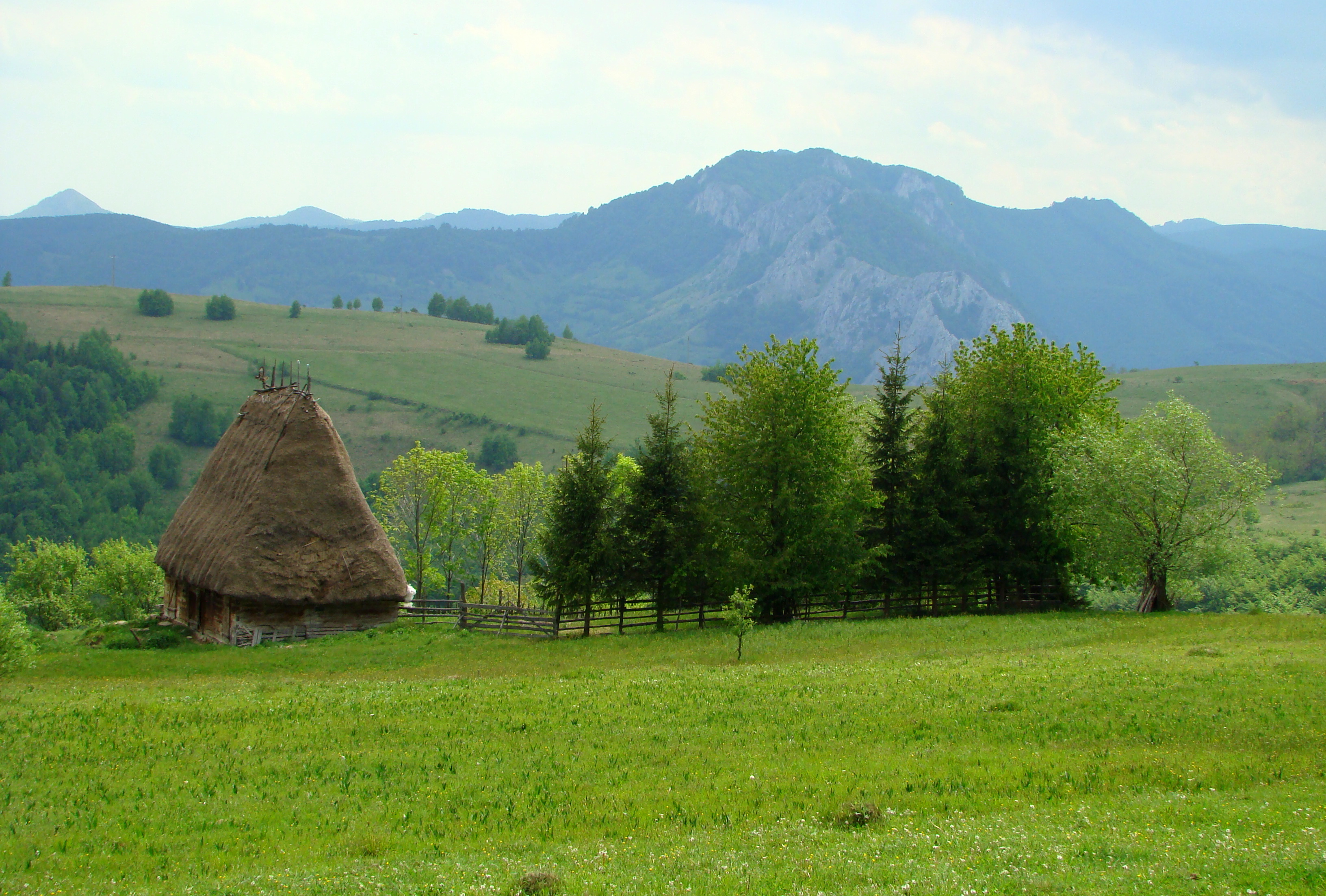
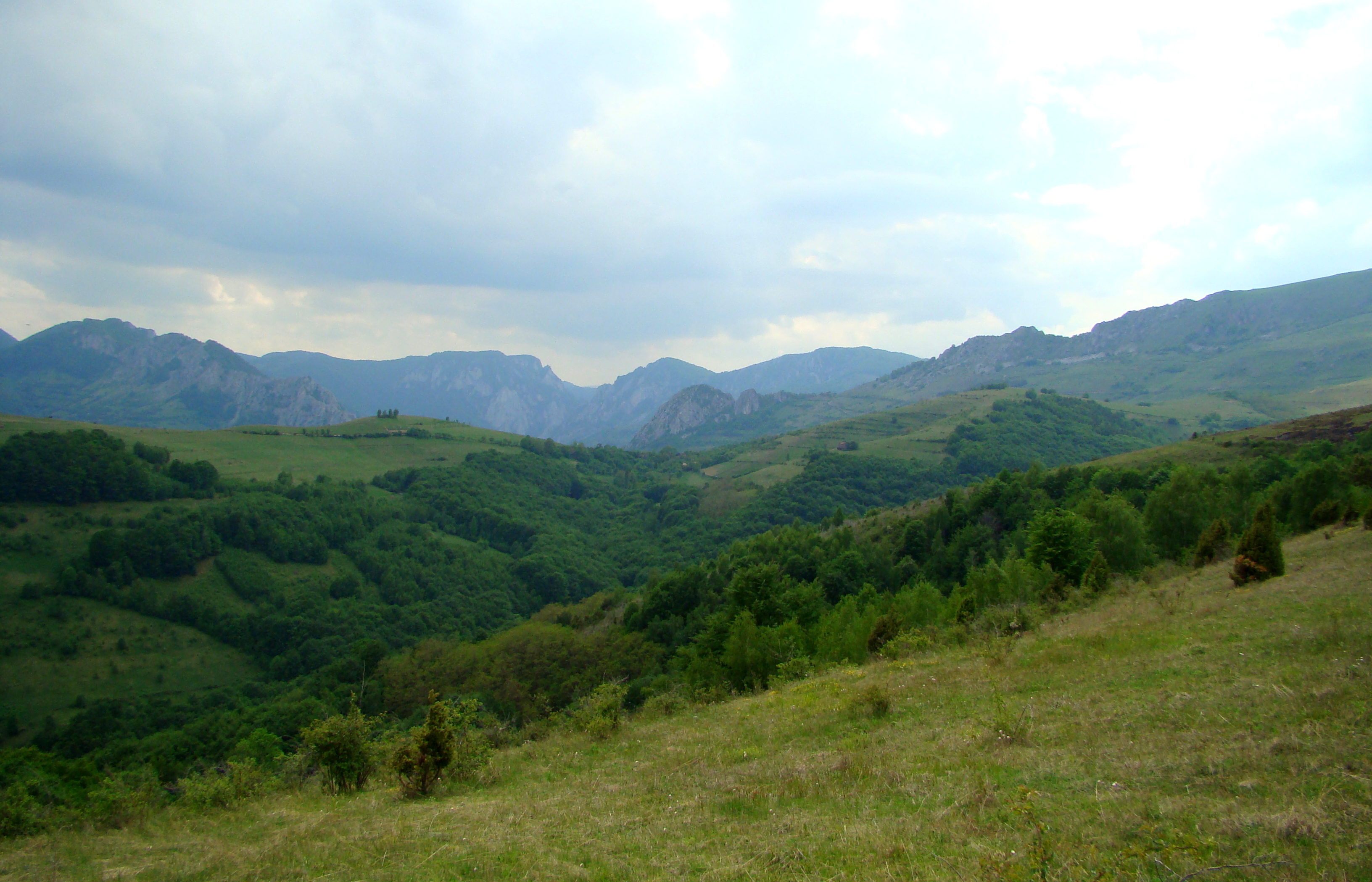
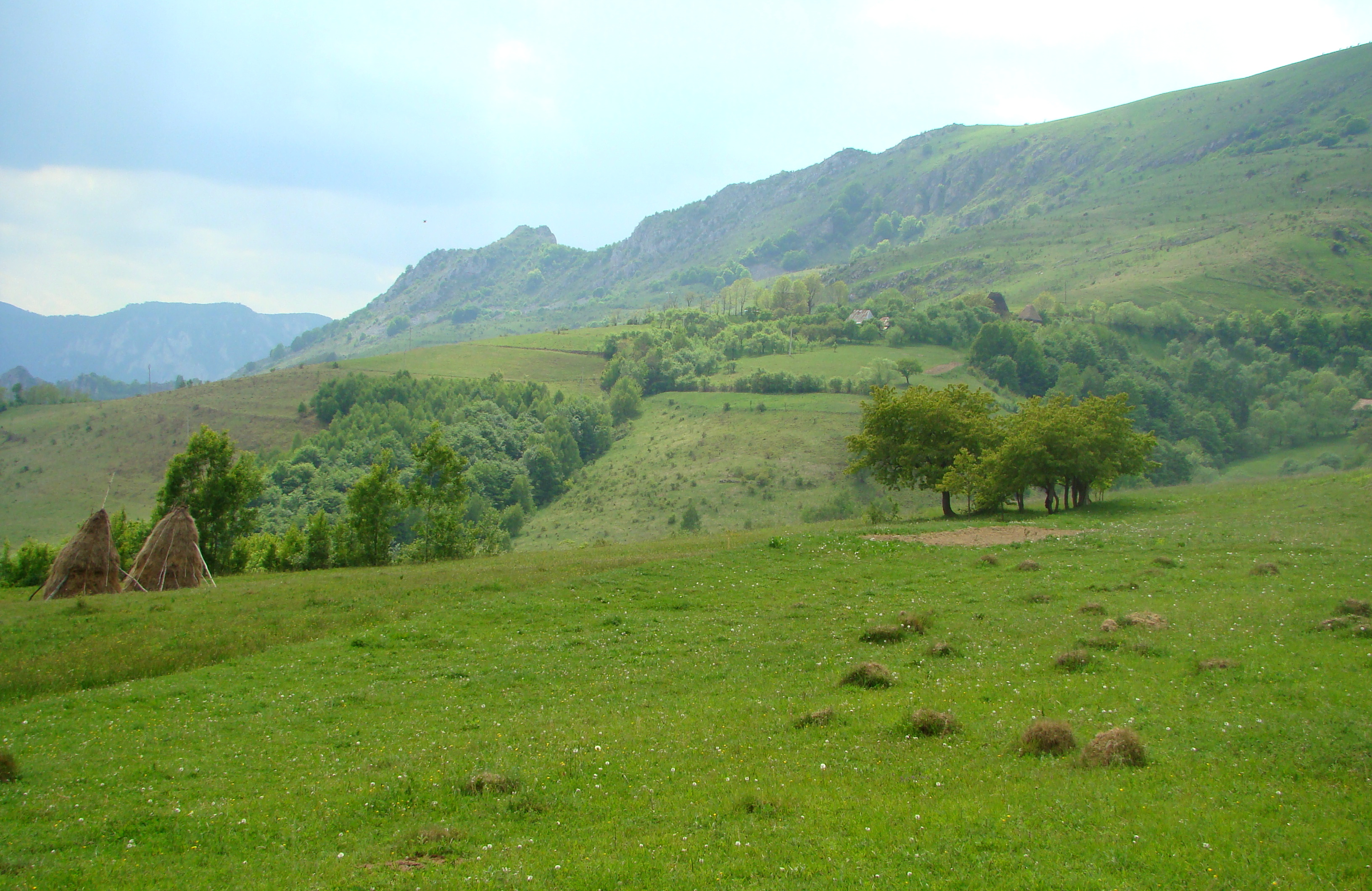